# Damien Marie
Damien Marie, né le 5 février 1971 en Normandie, est un scénariste de bande dessinée français.

## Biographie
Il étudie les arts appliqués et le design industriel. Son premier album, Règlement de contes, paraît chez Soleil en 2003 ; en 2004 est publiée La Cuisine du Diable,.

## Œuvre

### Albums
- Back to Perdition, dessins de Vanders, Vents d'Ouest

1. Back to Perdition 1, 2010  (ISBN 978-2-7493-0540-0)
2. Back to Perdition 2, 2011  (ISBN 978-2-7493-0607-0)

- Ceci est mon corps, dessins de Sébastien Goethals, Bamboo, collection Grand Angle

1. Lumière crue, 2009  (ISBN 978-2-35078-443-4)
2. Surexposition, 2009  (ISBN 978-2-350-78587-5)

- La Cuisine du diable, dessins de Karl T., Vents d'Ouest, collection Turbulences

1. Le Déjeuner des ogres, 2004  (ISBN 2-7493-0123-8)
2. Le Festin des monstres, 2005  (ISBN 2-7493-0203-X)
3. La Part des chiens, 2007  (ISBN 978-2-7493-0304-8)
4. Le Ventre de la bête, 2008  (ISBN 978-2-7493-0378-9)

- Dans mes veines, dessins de Sébastien Goethals, Bamboo, collection Grand Angle

1. Dans mes veines, 2011  (ISBN 978-2-8189-0046-8)

- Défions les grabeurks, dessins de Maxime Péroz, Bamboo, 2010  (ISBN 978-2-35078-939-2).
- Dieu[3], dessins de Karl T., Dupuis, collection Grand Public

1. À Corps perdu, 2010  (ISBN 978-2-8001-4379-8)
2. À Cœur ouvert, 2010  (ISBN 978-2-8001-4710-9)

- Kerozen & Gazoleen, scénario d'Éric Hérenguel (tome 1) et Damien Marie (tome 1 et 2), dessins de Kiem, Soleil Productions, collection Start

1. Hyper. Espace. Blues, 2003  (ISBN 2-84565-652-1)[4]
2. Holidays on space, 2005  (ISBN 2-84565-903-2)

- La Lignée, scénario de Laurent Galandon, Olivier Berlion, Jérôme Félix et Damien Marie, Bamboo, collection Grand Angle

1. Antonin 1937, dessins d'Olivier Berlion, 2012  (ISBN 978-2-8189-0912-6)
2. Marius 1954, dessins de Xavier Delaporte, 2012  (ISBN 978-2-8189-2132-6)

- Need - Ceci est mon sang, dessins de Sébastien Goethals, Bamboo, collection Grand Angle

1. Contre-jour, 2010  (ISBN 978-2-350-78875-3)

- Parce que le Paradis n'existe pas, dessins de Vanders, Bamboo, collection Grand Angle, 2009  (ISBN 978-2-350-78588-2)
- La Poussière des Anges, dessins de Karl T., Vents d'Ouest, collection Turbulences

1. Blanche neige, 2011  (ISBN 978-2-7493-0605-6)
2. Cendres, 2012  (ISBN 978-2-7493-0650-6)

- Règlement de contes, dessins de Damien Vanderstraeten, Soleil Productions

1. Règne animal, 2003  (ISBN 2-84565-458-8)[5]
2. Le Cœur de la forêt, 2003  (ISBN 2-84565-694-7)
3. Trois Cochons, 2004  (ISBN 2-84565-887-7)
4. La Mémoire dans la boue, 2005  (ISBN 2-84565-998-9)

- Traffic, Bamboo, collection Focus

2. Échelle, dessins de Michel Espinosa, 2010  (ISBN 978-2-350-78780-0)
- Welcome to Hope, dessins de Vanders, Bamboo, collection Grand Angle

1. Deux droites parallèles…, 2006  (ISBN 2-350-78095-3)
2. La somme des côtés…, 2007  (ISBN 978-2-35078-260-7)
3. Inéquation…, 2008  (ISBN 978-2-35078-396-3)

- Wounded, dessins de Loïc Malnati, Bamboo, Grand Angle

1. L'ombre du photographe, 2010  (ISBN 978-2-350-78941-5)
2. Les Limbes de Jack, 2011  (ISBN 978-2-8189-0691-0)

- Participation à : Marie Moinard et collectif, En chemin elle rencontre... : Les artistes se mobilisent pour l'égalité femme-homme, Des ronds dans l'O / Amnesty International, février 2013, 84 p. (ISBN 978-2-917237-46-5)
- Ceux qui me restent, dessin et couleurs de Laurent Bonneau, Bamboo, Grand Angle, 2014
- 300 grammes[7] (scénario), Dessin de Karl T., éd. Kamiti, 2020

## Récompenses
- 2006 : meilleur album au salon de la littérature policière Polar & Co, avec Karl T., pour La cuisine du diable, vol. 2 : Le festin des monstres[8].